# 마리차 고속도로
마리차 고속도로(불가리아어: Автомагистрала „Марица“, Maritsa Motorway)는 불가리아의 치르판에서 카피탄안드리예보까지 이어주는 고속도로 노선으로, 지정된 고유번호는 A4이다. 그러나 이 도로는 불가리아의 고속도로로 분류되며, 팬유로피언 코리더 IV의 일부로 이루어져 있다. 그 외에도 트라키아 고속도로(A1)도 이어주고 있지만 터키의 국경을 건너면 D.100 국도와도 바로 연결된다. 또한 해당 고속도로의 마지막 잔여 구간은 2013년이 되어야 완공되었고, 일부 구간에서는 지연된 상태가 성립된 구간이 생겼다. 다만 최종적으로 2015년 10월부로 완벽하게 개통되었던 것으로 드러난다.

## 접촉 가능한 주요 도로
- 트라키아 고속도로(영어판)
- 국도 제I-5호선(영어판) (유럽 고속도로 85호선)
- 고속도로 제21호선(영어판)
- 국도 제I-8호선(영어판)

## 같이 보기
- 국도 제D100호선
- 아시안 하이웨이 1호선
- 아시안 하이웨이 5호선